# Бронепалубни крайцери тип „Трюде“
Трюде (на френски: Troude) са серия бронепалубни крайцери от 3-ти ранг на Националните военноморски сили на Франция, построена 1880 – 1890-те години на 19 век. Проектът е развитие на крайцерите от типа „Форбин“, спрямо които имат незначителни отличия. Всичко от проекта са построени 3 единици: „Трюде“ (на френски: Forbin), „Космао“ (на френски: Cosmao) и „Лаланд“ (на френски: Laland).

## История на службата
- „Трюде“ е заложен през ноември 1886 г., на стапелите на Societe et Chantiers de la Gironde в Бордо, спуснат на вода на 22 октомври 1888 г., в строй от януари 1891 г. Отписан и предаден за скрап през 1908 г.
- „Космао“ е заложен през 1887 г., на стапелите на Societe et Chantiers de la Gironde в Бордо, спуснат на вода август 1889 г., в строй от 1891 г. Отписан и предаден за скрап през 1922 г.
- „Лаланд“ е заложен през 1887 г., на стапелите на Societe et Chantiers de la Gironde в Бордо, спуснат на вода на 21 март 1889 г., в строй от октомври 1890 г. Отписан и предаден за скрап през 1912 г.[2]

## Оценка на проекта
Вдъхновителят на идеята за малки бронепалубни крайцери – Хиацинт Об – ги смята за идеалните разузнавачи и изтребители на търговията. Но всъщност реалните бойни качества на френските крайцери от 3-ти ранг са оценявани лошо дори от съвременниците им. Независимо от външно страшният им вид те имат множество недостатъци. Въоръжението на крайцерите е прекалено слабо, особено с оглед на разположението на главния калибър, което позволява да се води стрелба по борда само от половината оръдия. Стрелбата на максимална скорост не е възможна, поради силните вибрации предизвикани от машините върху корпуса. Самата скорост, около 20 възела, по мерките на 1890-те г. в никакъв случай не гарантира безопасност. Поради това и огромният таран е абсолютно безсмислен, той като крайцерът ще бъде спрян при опит за таранен удар от вражеската артилерия.
Вероятно единствената възможност да се използват тези крайцери с полза в сериозна война е да се употребяват като минни заградители, тъй като почти всички те имат възможност да носят до 150 морски мини. Но към момента на влизането на Франция в Първата световна война всички нейни бронепалубни крайцери от 3-ти ранг са вече безнадеждно стари.